# Carlos Javier González Morantes
Carlos Javier González Morantes (Monterrey, 1 de junio de 1945) es un director y productor correspondiente al movimiento independiente del cine mexicano. Es conocido por sus películas Crepúsculo Rojo y Tómalo como quieras

## Reseña biográfica

### Inicios
Estudió Leyes en la Universidad Autónoma de Nuevo León (UANL). En 1967 se trasladó a la Ciudad de México y un año más tarde ingresó al Centro Universitario de Estudios Cinematográficos (CUEC) en la Universidad Nacional Autónoma de México (UNAM) de la cual egresó en 1973.
Participó junto con Leobardo López Arretche como representante del CUEC ante el Consejo Nacional de Huelga (CNH), en el movimiento estudiantil de 1968.
Posteriormente colaboró en la realización del documental sobre el movimiento estudiantil llamado El grito, dirigido por Leobardo López Arretche, realizado entre 1968 y 1970 por los estudiantes y profesores del CUEC. Ese mismo año dirigió y escribió el cortometraje Arte Barroco.

### Carrera
En 1971 hizo el guion y realizó su largometraje Tómalo como quieras. Su segundo largometraje fue La derrota en 1973, también escrito por él. Posteriormente dirigió los cortometrajes, Universidad en movimiento y El deporte en México.  Después de 15 años reactivó su labor de dirección de largometrajes con El otro crimen, el cual filmó en 1988 pero estrenó hasta 1995.
En 1995 filma el corto La CNDH en Oaxaca con los zapotecos y en 1998 Las Regiones agrícolas y El hombre de allá afuera.
Diez años después, en el 2008, expone dos obras dirigidas y producidas por su autoría, el cortometraje Calles sin sol y Crepúsculo rojo.

### Otras facetas
González Morantes también tuvo participación como actor; inicialmente en 1974 intervino en la cinta Apuntes, dirigida por Ariel Zúñiga. Luego actuó en dos películas de Rubén Galindo, La noche del Ku-kux-klan en 1978 y Soy madre soltera en 1979.
Como productor y bajo el auspicio de la Dirección de Actividades Cinematográficas de la UNAM, produjo las películas De todos modos Juan te llamas de Marcela Fernández Violante en 1974; Los confines de Mitl Valdez en 1987; Azul celeste de María Novaro en 1987 y Nocturno amor que te vas bajo la dirección de Marcela Fernández Violante en 1988.
De 1980 a 1982 fue Jefe del Departamento de Cine de la UNAM y posteriormente, Director de Actividades Cinematográficas de la misma institución. De 1988 a 1989 dirigió la revista cinematográfica Pantalla.
También colaboró en el proyecto de la Dirección General de Televisión Educativa de la Secretaría de Educación Pública (SEP). Además ha impartido clases en la Facultad de Ciencias Políticas de la UNAM.

## Movimiento
Sus obras se inserta en el llamado cine independiente, que según sus propias palabras: “vino a llenar un vacío temático y experimental en nuestro cine. Problemas políticos, contradicciones sociales, injusticia, miseria fueron abordados por el cine independiente”.

## Filmografía
| Película                            | Año  | Rol       |
| ----------------------------------- | ---- | --------- |
| Tómalo como quieras                 | 1971 | Director  |
| La derrota                          | 1973 | Director  |
| El otro crimen                      | 1988 | Director  |
| La CNDH en Oaxaca con los zapotecos | 1995 | Director  |
| Regiones agrícolas                  | 1998 | Director  |
| El hombre del más allá              | 1998 | Director  |
| Calles sin sol                      | 2008 | Director  |
| Crepúsculo rojo                     | 2008 | Director  |
| De todos modos Juan te llamas       | 1976 | Productor |
| Isla Isabel                         | 1976 | Productor |
| Asesinato en la plaza Garibaldi     | 1987 | Productor |
| Los confines                        | 1987 | Productor |
| Azul Celeste                        | 1987 | Productor |
| Nocturno amor que te vas            | 1976 | Productor |
| Calles sin sol                      | 2008 | Productor |
| Crepúsculo rojo                     | 2008 | Productor |
| Arte barroco                        | 1968 | Escritor  |
| Tómalo como quieras                 | 1971 | Escritor  |
| La derrota                          | 1973 | Escritor  |
| Crepúsculo rojo                     | 2008 | Escritor  |
| Apuntes                             | 1974 | Actor     |
| La noche del ku-kux-klan            | 1978 | Actor     |
| Soy madre soltera                   | 1979 | Actor     |
| La CNDH en Oaxaca con los zapotecos | 1995 | Editor    |